# Phloeomana alba
Phloeomana alba (Bres.) Redhead – gatunek grzybów należący do rzędu pieczarkowców (Agaricales).

## Systematyka i nazewnictwo
Pozycja w klasyfikacji według Index Fungorum: Phloeomana, Porotheleaceae, Agaricales, Agaricomycetidae, Agaricomycetes, Agaricomycotina, Basidiomycota, Fungi.
Po raz pierwszy zdiagnozował go w 1938 r. Giacomo Bresàdola, nadając mu nazwę Omphalia alba. W 1938 Robert Kühner przeniósł go do rodzaju Mycena, jako Mycena alba i pod taką nazwą znany był w Polsce jako przedstawiciel rodziny grzybówkowatych (Mycenaceae). W 2016 r. S.A Redhead wykazał, że jest od niej oddalony filogenetycznie, spokrewniony jest natomiast z gatunkami z rodzajów Atheniella i Hemimycena, które już wcześniej z grzybówkowatych zostały przeniesione do rodziny Porothellaceae i przeniósł go do tej rodziny pod nazwą Phloeomana alba.
Ma 6 synonimów. Niektóre z nich:
- Hemimycena alba (Bres.) Singer 1943
- Marasmiellus albus (Bres.) Singer 1951
- Mycena alba (Bres.) Kühner 1938[3].

W 2003 r. Władysław Wojewoda zaproponował polską nazwę grzybówka biała (dla synonimu Mycena alba). Jest ona niespójna z aktualną nazwą naukową.

## Morfologia
Kapelusz
Średnica 0,2–1,2 cm, początkowo dzwonkowaty, potem półkulisto-wypukły. Powierzchnia gładka, czasem tylko delikatnie oszroniona, biała lub kremowa, na środku ciemniejsza – brązowoszara. Brzeg prześwitujący od blaszek.
Blaszki
Przyrośnięte lub zbiegające, szerokie, białe. Występują pojedyncze blaszeczki.
Trzon
Wysokość 0,5–1,5 cm, grubość 0,1–0,3 cm, nitkowaty, przezroczysty.
Miąższ
Bardzo cienki, bez zapachu i bez smaku.

## Występowanie i siedlisko
Znane jest występowanie tego gatunku w Europie i na Alasce. W Polsce podano jego występowanie w 1991 r. w Puszczy Niepołomickiej. Później podany na kilku innych stanowiskach (Łuszczyński 2008, Karasiński i in. 2015, Bocian i in. 2018, Gierczyk i in. 2018).
Nadrzewny grzyb saprotroficzny. Występuje na korze drzew liściastych, zwłaszcza porośniętej mchami.